# Patrizia Panico
Patrizia Panico (* 8. Februar 1975 in Rom) ist eine ehemalige italienische Fußballspielerin und aktuelle -trainerin. Die Stürmerin stand zuletzt beim AC Florenz unter Vertrag und war lange Zeit Kapitänin der italienischen Nationalmannschaft. Anfang 2010 löste sie mit ihrem 151. Länderspiel Carolina Morace als Rekordnationalspielerin ihres Landes ab. Mit ihrem 108. und letzten Länderspieltor wurde sie 2014 auch italienische Rekordtorschützin. 2015 wurde sie als zweite Frau in die Hall of Fame des italienischen Fußballs aufgenommen.

## Karriere

### Spielerin

#### Vereine
Panico wurde zehnmal italienische Meisterin. Vier Titel gewann sie mit ASD Torres Calcio (2010, 2011, 2012 und 2013), drei Titel mit ASD CF Bardolino (2006, 2007 und 2008) und je einen mit Modena Amadio (1998), Lazio Rom (2002) und Verona (2015). Darüber hinaus gewann sie fünfmal den italienischen Pokal (mit Lazio 1999 und 2003 sowie mit Bardolino 2007 und 2009). Vierzehnmal wurde Panico Torschützenkönigin der italienischen Serie A. Ihre erfolgreichste Saison hatte sie in der Spielzeit 1998/99, als sie alleine 51 Tore erzielte. In der Saison 2007/08 war sie zusammen mit Margrét Lára Viðarsdóttir und Wera Djatel Torschützenkönigin des UEFA Women’s Cup.

#### Nationalmannschaft
Am 8. April 1996 debütierte Panico in einem Spiel gegen Portugal in der A-Nationalmannschaft. Sie nahm an der Weltmeisterschaft 1999 in den USA sowie an den Europameisterschaften 1997, 2001, 2005 und 2009 teil. In allen Wettbewerben kam die Mannschaft nie über die Vorrunde hinaus. Sie ist einzige europäische Spielerin, der in einem Spiel drei Tore gegen die deutsche Nationalmannschaft gelangen, was ansonsten nur den US-Amerikanerinnen Mia Hamm und Carin Jennings-Gabarra gelang.
2013 nahm sie zum fünften Mal an der Endrunde der Fußball-Europameisterschaft der Frauen teil und erreichte wie 2009 das Viertelfinale gegen Deutschland, in dem wieder das Aus für Italien kam.
Am 11. März erzielte sie im Rahmen des Zypern-Cups im Spiel gegen Finnland ihr 100. Länderspieltor. Am 17. September 2014 erzielte sie beim 15:0-Rekordseig gegen Mazedonien ihre Länderspieltore Nr. 106 und 107 und stellte damit den Rekord von Elisabetta Vignotto ein. Mit ihrem 108. Länderspieltor im zweiten Playoff-Spiel der WM-Qualifikation gegen die Ukraine am 29. Oktober 2014 wurde sie alleinige Rekordhalterin. Am 27. November 2014 machte sie beim Playoff-Finalrückspiel gegen die Niederlande als vierte Europäerin ihr 200. Länderspiel. Ihre Mannschaft verlor aber das Spiel mit 1:2, so dass Italien die WM-Endrunde verpasste. Damit endete ihre internationale Karriere.

### Trainerin
Von 2016 bis 2018 war Panico Co-Trainerin der italienischen U-16-Juniorenmannschaft. Von 2018 bis 2021 trainierte sie die italienischen U-15-Juniorenmannschaft und ist damit die erste Frau, die eine italienische Herrennationalmannschaft trainiert hatte. Von 2020 bis 2021 war sie zudem unter Paolo Nicolato Co-Trainerin der U-21-Auswahl Italiens.
Von 2021 bis 2023 war Panico die Cheftrainerin der Frauenmannschaft der AC Florenz.

## Erfolge
- 14-malige Torschützenkönigin der Serie A
- Torschützenkönigin des UEFA Women’s Cup 2007/08
- Italienische Meisterin 1998, 2002, 2007, 2008, 2009, 2010, 2011, 2012, 2013, 2015
- Italienische Pokalsiegerin 1999, 2003, 2007, 2009, 2011

## Auszeichnungen
- 2015: Aufnahme in die Hall of Fame des italienischen Fußballs.[3]